# Aeolesthes mutabiliaurea
Aeolesthes mutabiliaurea là một loài bọ cánh cứng trong họ Cerambycidae.